# لوتشيان آدامز
لوتشيان آدامز (بالإنجليزية: Lucian Adams)‏ هو عسكري أمريكي، ولد في 26 أكتوبر 1922 في بورت أرثر في الولايات المتحدة، وتوفي في 31 مارس 2003 في سان أنطونيو في الولايات المتحدة.